# حور كوري
حور كوري (الاسم العلمي:Populus koreana) هي نوع نباتي يتبع جنس الحور من الفصيلة الصفصافية.  